# Forsyth, Montana
Forsyth är administrativ huvudort i Rosebud County i Montana. Orten har fått sitt namn efter militären James W. Forsyth. Countyt grundades år 1901 och Forsyth utsågs till huvudort.